# Kollagunta Gopalaiyer Ramanathan
Kollagunta Gopalaiyer Ramanathan (em telugo:  కొల్లగుంట గోపాల అయ్యర్ రామనాథన్; Hyderabad, 10 de novembro de 1920 – Bombaim, 10 de maio de 1992) foi um matemático indiano, que trabalhou com teoria dos números.

## Formação e carreira
Ramanathan estudou matemática na Universidade Osmania em Hyderabad e obteve o mestrado na Universidade de Madras. Sua primeira publicação sobre a teoria dos números é da década de 1940. Foi para os Estados Unidos em 1948 no Instituto de Estudos Avançados de Princeton (IAS), obtendo um doutorado em 1951 na Universidade de Princeton, orientado por Emil Artin, com a tese The theory of units of quadratic and hermitian forms. No IAS foi assistente de Hermann Weyl e foi especialmente influenciado por Carl Ludwig Siegel. Em 1951 estava novamente na Índia no Tata Institute of Fundamental Research, onde foi professor e organizou um grupo de estudos sobre teoria dos números com K. Chandrasekharan. Aposentou-se em 1985.
Alguns de seus primeiros trabalhos da década de 1940 envolveram resultados de Srinivasa Ramanujan e mais tarde estudou seus trabalhos não publicados (notebooks).
Dentre seus doutorandos consta C. P. Ramanujam.